# Dassault Étendard
Dassault Étendard (fr. - sztandar) – rodzina francuskich myśliwskich samolotów pokładowych zaprojektowanych przez firmę Dassault Aviation w połowie lat 50. XX wieku.

## Historia
W połowie lat 50. ogłoszono konkurs na projekt standardowego, lekkiego i niedrogiego myśliwca uderzeniowego przeznaczonego dla państw NATO. Firma Dassault Aviation rozpoczęła projektowanie takiego samolotu w dwóch wersjach Étendard II początkowo oznaczony jako Mystère XXII dla francuskich sił powietrznych Armée de l'Air i Étendard VI oznaczonego jako Mystère XXVI odpowiadającego potrzebom krajów NATO. Żaden z powyższych typów nie wzbudził jednak zainteresowania i w konsekwencji nie został zamówiony. Pierwszy z prototypów Étendard II wzbił się w powietrze 23 lipca 1956 roku, ale ze względu na zbyt małą moc silników Turboméca Gabizo zrezygnowano z dalszego rozwoju tego typu maszyn na korzyść projektowanego równolegle Dassault Mirage III. Również drugi model Étendard VI zbudowany jako maszyna myśliwsko-bombowa nie okazał się na tyle dobrym, aby wygrać rywalizację z maszyną włoską Aeritalia G.91.
Kolejna wersja samolotu przeznaczona do działania z lotniskowców Étendard IV została zbudowana przez Dassault Aviation w ramach przedsięwzięcia finansowanego wyłącznie przez producenta. W 1956 samolot zyskał zainteresowanie Aéronavale i znalazł się na wyposażeniu lotniskowców Clemenceau i Foch jako zmodernizowana dla celów morskich wersja Étendard IVM. W ramach pierwszego zamówienia marynarka francuska zamówiła jeden egzemplarz prototypowy i sześć dalszych maszyn serii informacyjnej. W styczniu 1962 maszyny te zostały oficjalnie wprowadzone do uzbrojenia Aéronavale. Łącznie zbudowano 69 samolotów w wersji Étendard IVM i 21 rozpoznawczych Étendard IVP.
W latach 70. postanowiono wymienić maszyny Étendard na nowsze o lepszych parametrach. Początkowo rozważano możliwość wprowadzenia zmodernizowanej do lądowania na lotniskowcach wersji samolotu SEPECAT Jaguar, oznaczonej jako Jaguar M, ale ponieważ powstały nieoczekiwane problemy natury politycznej związane z budowaną w kooperacji ze stroną brytyjską maszyną, firma Dassault Aviation zdecydowała się zmodernizować własną maszynę do standardu Super Étendard.
Maszyny w wersji Étendard IVM zostały wycofane z użytku w 1991, a rozpoznawcze Étendard IVP planowano wymienić dopiero w 2004 roku.

## Wersje samolotu Étendard
- Étendard II — prototypowa wersja lekkiego myśliwca dla Armée de l'Air wyposażona w silniki Turboméca Gabizo o ciągu 18,4 kN każdy.
- Étendard VI — prototypowa wersja myśliwsko-bombowa, proponowany standardowy samolot dla krajów NATO. Wyposażona w jeden silnik Bristol-Siddeley Orpheus o ciągu 21,6 kN.
- Étendard IV — wersja prototypowa samolotu zbudowana na własny koszt przez Dassault Aviation.
- Étendard IVM — podstawowa wersja morska o zwiększonej rozpiętości skrzydeł, składanych końcówkach skrzydeł, zwiększonym stateczniku pionowym i wzmocnioną konstrukcją. Dodano również uchwyt dla katapulty i hak systemu hamującego.
- Étendard IVB — prototypowa wersja z brytyjskim silnikiem Rolls-Royce Avon 51 i nowymi klapami.
- Étendard IVP — wersja rozpoznawcza samolotu zbudowana na bazie Étendard IVM, używana czasem jako latająca cysterna. Wyposażenie maszyny stanowiły dwie lub trzy kamery rozpoznawcze, oraz opcjonalnie urządzenie z wężem do tankowania w powietrzu.

Ostatecznie zostały zastąpione przez zmodernizowaną wersję: Dassault Super Étendard.